# Schronisko w Orowie
Schronisko PTT w Orowie (także: schronisko pod Ciuchowym Działem) – nieistniejące obecnie schronisko turystyczne położone na wysokości ok. 800 m n.p.m. we wsi Orów w Beskidach Brzeżnych.
Po utworzeniu w 1930 roku Oddziału Drohobycko-Borysławskiego Polskiego Towarzystwa Tatrzańskiego wynajął on od przedsiębiorstwa Gazolina S.A. z Borysławia niewielki domek, który przystosowano do funkcji schroniska. Położony był on przy szybie naftowym znajdującym się w administracyjnych granicach Orowa, około półtora–dwóch kilometrów na wschód od szczytu Ciuchowego Działu (na jego bezleśnych zboczach) i niespełna pół kilometra od potoku Ropiany. Początkowo nocować w nim mogło zaledwie osiem osób (cztery łóżka i cztery sienniki), jednak już po roku oferowało 15 miejsc na łóżkach i dalszych 12 na siennikach. Obiekt zagospodarowany był całorocznie – jego zarządcą został Mikołaj Duszyński. Przy schronisku działał niewielki bufet oferujący ciepłe posiłki, a budynek posiadał też połączenie telefoniczne. W 1932 roku został odnowiony. Schronisko nosiło imię Mieczysława Karłowicza.
Po tym, jak w 1935 roku Oddział objął w zarząd budynek położony pod samym szczytem Ciuchowego Działu, schronisko zostało przeniesione w nową lokalizację.
Niezależnie od opisanego wyżej, w Orowie w okresie międzywojennym (co najmniej w latach 1937–1938) funkcjonowało także niewielkie schronisko prowadzone przez Sekcję Narciarską Żydowskiego Towarzystwa Gimnastyczno-Sportowego Betar z Drohobycza. Oferowało ono 10 miejsc noclegowych na łóżkach.

## Szlaki turystyczne
- z Truskawca przez Popoweską Górę, schronisko w Orowie, Ciuchowy Dział do Urycza,
- z Borysławia-Mraźnicy przez Ciuchowy Dział do schroniska w Orowie,
- do Podhorców przez Dział[1][3][4][7].